# تعليم أساسي

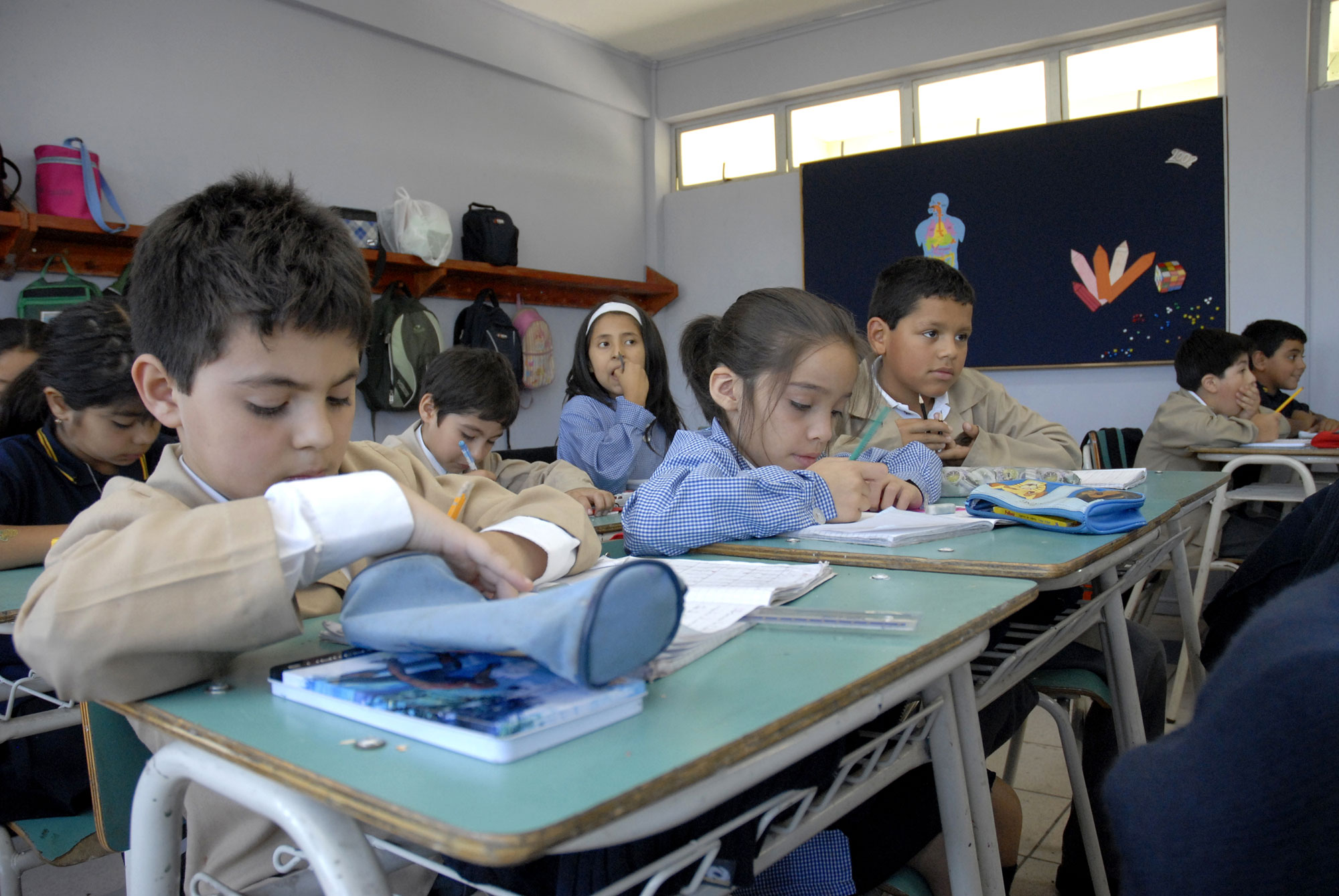

التعليم الأساسي هي المرحلة الدراسية الابتدائية والإعدادية معا، إذ تحوي هذه المرحلة التسع السنوات الدراسية التي تسبق التعليم الثانوي. بعد التعليم الأساسي يحق للتلميذ الاختيار بين المدارس المهنية والتعليم الثانوي بشعبه المختلفة (شعبة الآداب، شعبة العلوم الاقتصادية، شعبة العلوم التجريبية، شعبة العلوم الرياضياتية).
تنقسم هذه المرحلة في عدد من البلدان لمرحلتين مرحلة اولي تنطلق من سن السادسة سنوات الي سن الثانية عشر تليها مباشرة المرحلة الاعدادية بثلاثة سنوات
تعريف التعليم الأساسي:
هناك العديد من التعريفات للتعليم الأساسي أحد هذه التعريفات "هو القدر الأساسي من المعارف والعلوم التي تلتزم الدولة بنشرها بين شعبها وهي تختلف في عدد السنين والمراحل من دولة لاخرى